# حمیده بانو بیگم
حمیده بانو بیگم (متولد حدود ۱۵۲۷ - درگذشته ۲۹ اوت ۱۶۰۴) همسر ایرانی دومین امپراتور گورکانی هند همایون و مادر جانشین او، سومین امپراتور گورکانی اکبر بود. او همچنین با عنوان «مریم مکانی» که  پسرش اکبر به او داده بود، شناخته شده‌است.

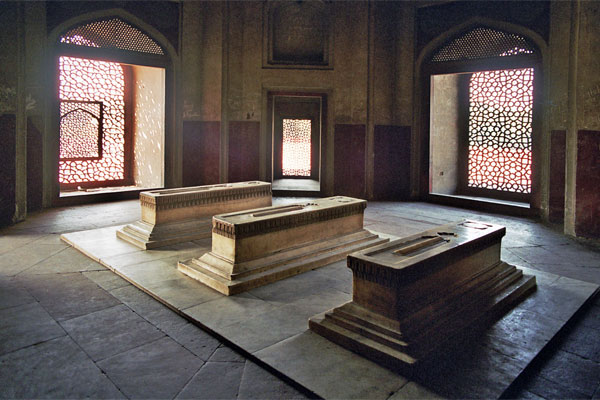
مقبره حمیده بانو بیگم در مجموعه آرامگاه همایون

## خاندان
حمیده بانو بیگم دختر شیخ علی اکبر جامی یک شیعه ایرانی بود، که به عنوان معلم و مربی شاهزاده گورکانی هندال میرزا، جوانترین پسر اولین امپراتور گورکانی یا مغول هند بابر بود. علی اکبر جامی به عنوان «میان بابا دوست» نیز شناخته شده‌است و نسب او به احمد جامی برمی‌گشت. مادر حمیده بانو، «ماه افروز بیگم» بود که با علی اکبر جامی در پات سند ازدواج کرد. همان‌طور که در نسب‌نامه وی بیان شده حمیده یک مسلمان معتقد بود.